# Hocine Yahi
Hocine Yahi (Argel, Argelia francesa, 25 de abril de 1960) es un exfutbolista de Argelia que jugaba en la posición de centrocampista.

## Carrera

### Club
| Periodo   | Club          |
| --------- | ------------- |
| 1978-1990 | CR Belouizdad |
| 1990–1991 | Linfield FC   |

### Selección nacional
Jugó para Argelia en 56 ocasiones de 1979 a 1989 y anotó ocho goles; participó en los Juegos Olímpicos de Moscú 1980, la Copa Mundial de Fútbol de 1982 y en cuatro ediciones de la Copa Africana de Naciones.
También jugó para la selección juvenil en 12 ocasiones de 1978 a 1979 y anotó cuatro goles; participó en la copa Mundial de Fútbol Sub-20 de 1979 en Japón.

## Logros
- Copa de Argelia (1): 1978/79
- Copa de Oro de Irlanda del Norte (1): 1990